# Reflexão (matemática)

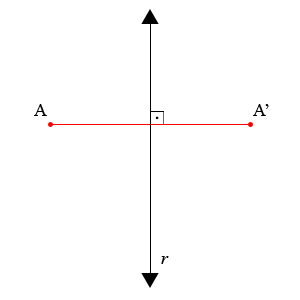
Reflexão de um ponto A em torno de um eixo r.

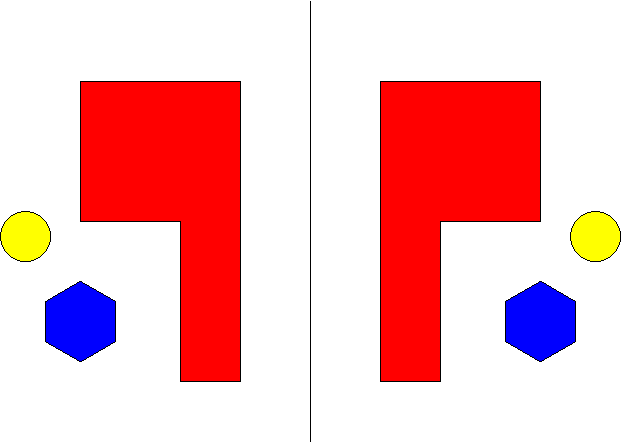
Reflexão de um plano ao longo de uma reta vertical.

Em Matemática ou, mais precisamente, em geometria,  reflexão é uma transformação geométrica  do ponto, da reta, do plano ou do espaço que "espelha" todos os pontos em relação, respectivamente,  a um  ponto (dito centro de reflexão), uma reta (dita eixo de reflexão ou eixo de simetria) ou um plano (chamado plano de reflexão ou de simetria), transformando o ponto, a reta ou o plano  num outro, que lhe é  simétrico em relação ao eixo dado.
Uma reflexão do plano euclidiano é uma simetria ortogonal em relação a uma reta  (reta vetorial, quando se tratar de um plano vetorial euclidiano). Portanto, uma reflexão constitui uma  simetria axial ortogonal.
Em geral, dentro de um espaço euclidiano qualquer, uma reflexão é uma simetria ortogonal em relação a um  hiperplano, isto é, a um subespaço de  codimensão 1. Em dimensão 3, trata-se portanto de uma simetria ortogonal em relação a um plano.
As reflexões, como todas as simetrias, são transformações  involutivas. 
O termo se remete originalmente aos  espelhos, que refletem uma imagem. A figura imagem e a figura original são biométricas.

## Reflexo em torno de uma reta
A reflexão em torno de uma reta também é conhecida como simetria axial. 
Seja r uma reta no plano π. A reflexão em torno da reta r é a transformação:
 : π → π 
assim definida.
ρ(x)=x

que associa,a cada ponto x do plano, o ponto x’, tal que r é a mediatriz do segmento xx’. 
Assim, reflexão de um objeto em torno de uma reta r  é o movimento que transforma cada ponto A   em outro ponto Sr(A)=A' da imagem. 

### Construção geométrica
Podemos construir o ponto simétrico utilizando-se de régua e compasso:
- Com a ponta seca(do compasso) em qualquer ponto da reta e raio igual à distância entre o ponto escolhido e A, trace uma circunferência;
- Repita o procedimento com outro ponto da reta;
- As duas circunferências irão se encontrar em dois pontos. Um deles é A, o outro é o seu simétrico. Na reflexão, um ponto e a sua imagem estão à mesma distancia do  eixo de reflexão.